# Volejbol'nyj klub Tjumen'
Il Volejbol'nyj Klub Tjumen è una società pallavolistica maschile russa con sede a Tjumen', militante in Vysšaja Liga A.

## Storia
Il Volejbol'nyj Klub Tjumen' viene fondato nel 2009 ed ottiene subito il diritto di partecipare al massimo campionato russo, la Superliga, grazie alla rinuncia all'iscrizione a causa di problemi economici da parte del Volejbol'nyj klub Samotlor, club poi iscrittosi nelle categorie minori. La permanenza nella massima serie dura solo fino al termine della stagione 2009-10 quando, ultimo in classifica, il club retrocede in Vysšaja Liga A. Dopo aver trascorso tre annate nella serie cadetta, nel 2013 arriva la promozione in Superliga, ma ancora una volta la permanenza in massima serie dura una sola stagione conclusasi con l'immediata retrocessione. Nel successivo torneo cadetto la società si classifica quarta ma, per difficoltà economiche, si trova costretta a dover rinunciare all'iscrizione al campionato 2015-16 continuando tuttavia ad operare con la seconda squadra, militante in Vysšaja Liga B, che diventa di fatto la prima squadra. Al termine della stagione 2017-18 quest'ultima formazione viene promossa in Vysšaja Liga A.

## Rosa 2013-2014
| N° | Nome               | Ruolo | Data di nascita  | Nazionalità sportiva |
| -- | ------------------ | ----- | ---------------- | -------------------- |
| -  | Jurij Korotkevič   | All   | -                | Russia               |
| 1  | Sergej Gorbačëv    | P     | 10 marzo 1982    | Russia               |
| 2  | Dmitrij Dubovskoj  | S     | 21 febbraio 1987 | Russia               |
| 4  | Sergej Chorošev    | C     | 30 maggio 1982   | Russia               |
| 5  | Nikolaj Učikov     | S/O   | 13 aprile 1986   | Bulgaria             |
| 6  | Maksim Špilëv      | S     | 28 novembre 1986 | Russia               |
| 8  | Konstantin Lesik   | P     | 10 luglio 1987   | Russia               |
| 9  | Aleksandr Samochin | L     | 25 maggio 1983   | Russia               |
| 10 | Jurij Zin'ko       | S/O   | 10 ottobre 1985  | Russia               |
| 11 | Oleg Krikun        | C     | 20 aprile 1991   | Russia               |
| 13 | Vasilij Nosenko    | S/O   | 13 aprile 1987   | Russia               |
| 14 | Andrej Egorčev     | C     | 8 febbraio 1978  | Russia               |
| 16 | Idner Martins      | S     | 19 dicembre 1978 | Brasile              |
| 17 | Evgenij Andreev    | L     | 6 gennaio 1995   | Russia               |